# Maria Gottliebin Kummer
Maria Gottliebin Kummer, genannt Kummerin (* 5. August 1756 in Mainzisch Cleebronn; † 24. Februar 1828 in Neu-Cleebronn oder Alt-Cleebronn), war eine radikalpietistische Visionärin. Auf Grund ihrer Naherwartung der Wiederkunft Christi unterstützte sie frühzeitig die sich später infolge der Hungerjahre 1816/1817 verstärkende Neigung von Württembergern zur Auswanderung nach Asien in Richtung des Heiligen Landes. Sie beeinflusste Juliane von Krüdener, der wegen ihrer Beziehung zu Kaiser Alexander I. von Russland ein gewisser Einfluss auf das Zustandekommen der Heiligen Allianz zugeschrieben wird.